# Arturo Chávez Chávez
Arturo Chávez Chávez (Chihuahua, Chihuahua; 4 de septiembre de 1960) es un abogado y político mexicano, miembro del Partido Acción Nacional. Entre el 24 de septiembre de 2009 y el 31 de marzo de 2011 fue procurador general de la República de México.

## Carrera política
Es licenciado en Derecho egresado del Instituto Tecnológico y de Estudios Superiores de Monterrey campus Chihuahua, fue delegado de la Procuraduría General de la República en el estado de Chihuahua, posteriormente fue nombrado subprocurador y luego procurador general de Justicia del estado de Chihuahua de 1996 a 1998 por el gobernador Francisco Barrio Terrazas, posteriormente fue coordinador de asesores del Senado de México durante la presidencia de Diego Fernández de Cevallos, y luego titular del Órgano Interno de Control y Subsecretario de Asuntos Jurídicos y Derechos Humanos de la Secretaría de Gobernación, en 2006 el entonces titular, Carlos Abascal, lo designó Subsecreatario de Gobierno de la misma dependencia y principal negociador en el Conflicto magisterial de Oaxaca.
El 7 de septiembre de 2009, el presidente Felipe Calderón, anunció que lo propondría al Senado de la República para el cargo de procurador general de la República, en sustitución de Eduardo Medina Mora. El 21 de septiembre compareció ante las comisiones de Justicia y de Estudios Legislativos del Senado de la República, que el mismo día aprobó su nombramiento como elegible para el cargo, siendo ratificado como tal por el Senado y rindiendo la protesta de ley correspondiente el 24 de septiembre de 2009.
Permaneció en el cargo hasta su renuncia el 31 de marzo de 2011.

## Supuesta relación con el narcotráfico
Según el cable de WikiLeaks 09MEXICO2759 emitido en septiembre de 2009, el gobierno de los Estados Unidos recibió información de "fuentes no publicadas" de que Chávez supuestamente estuvo infiltrado con un cartel de la droga en Chihuahua durante su mandato como Fiscal General. Los cables mencionan que Carlos Pascual, ex embajador de Estados Unidos en México, envió la información de la colaboración de Chávez con los grupos del crimen organizado al Departamento de Estado de Estados Unidos. Sin embargo, no se confirmó nada sobre la relación del exfiscal General del estado con los cárteles de la droga.